# Manuel Ferrara
Manuel Ferrara (Gagny, 01 de novembro de 1975),  é um ator e diretor de filmes pornográficos francês. É um dos atores pornográficos mais premiados do mundo.

## Biografia

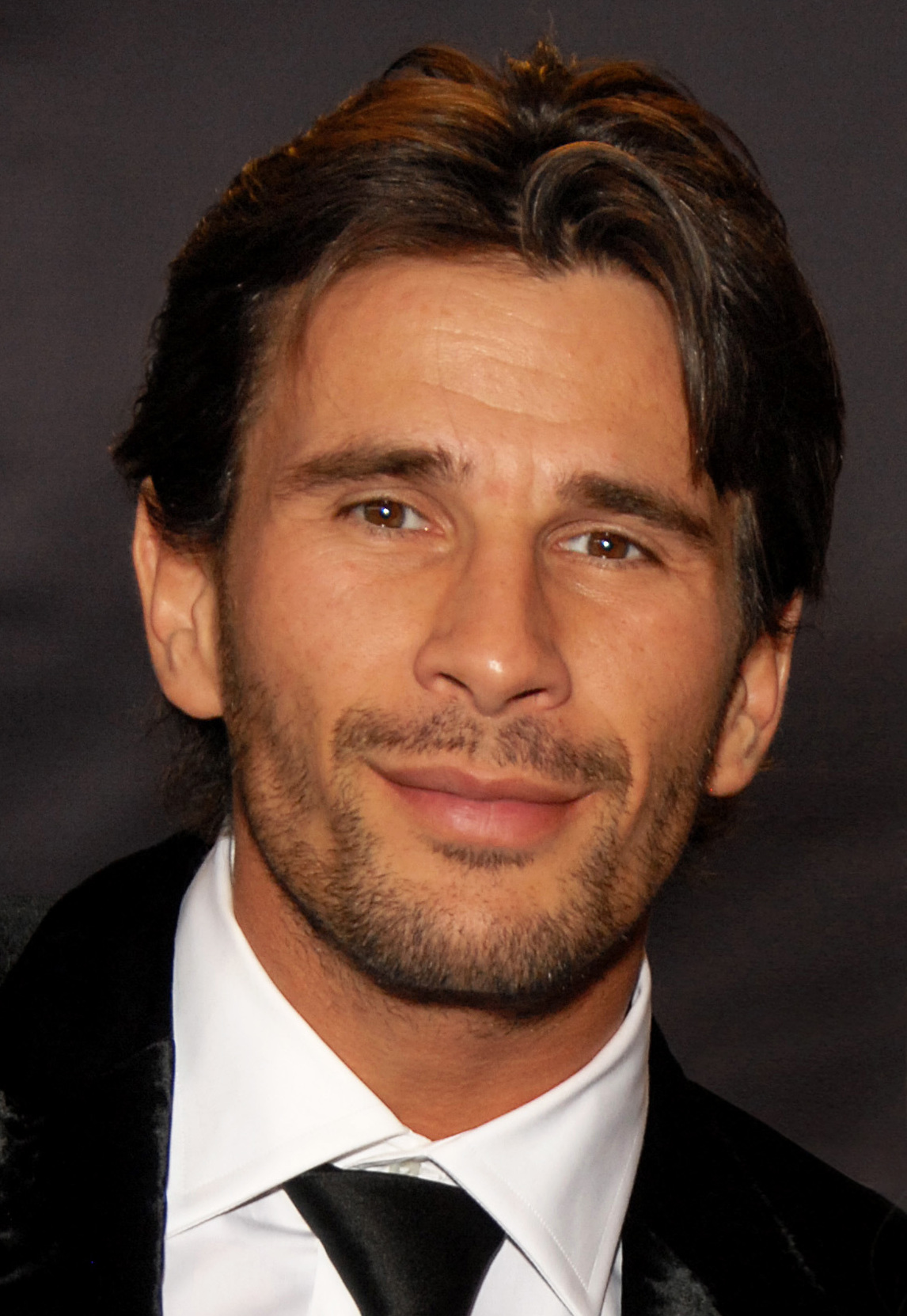
Manuel Ferrara, 2010.

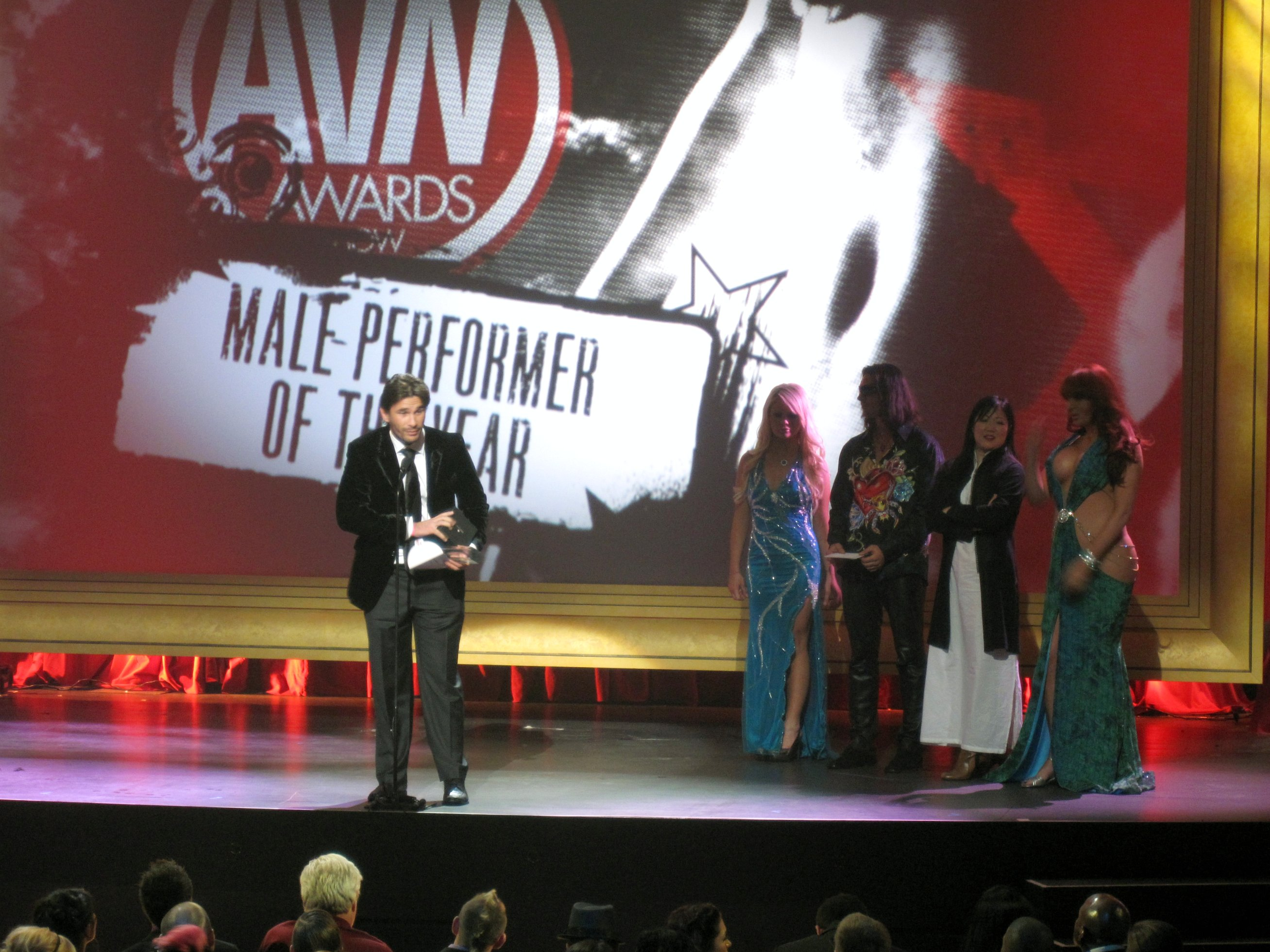
Manuel recebendo o prêmio de Melhor Ator do Ano no AVN Awards 2010.

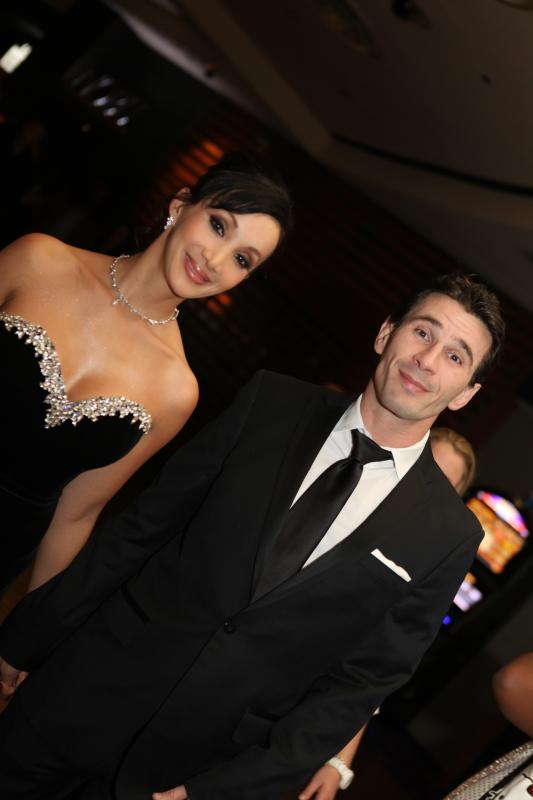
Manuel com Katsuni no AVN Awards 2010.

Manuel estreou no pornô em 1997, quando ainda era estudante e participou de um concurso realizado pelo  "Diario Connexion" para buscar novos atores para uma série de filmes pornográficos intituladas: E por que você não?. O ator realizou sua primeira cena junto com a atriz Alessandra. Continuou fazendo filmes amadores, até  que em 1999 o ator Rocco Siffredi lhe ofereceu para participar de suas produções. Desde então, o ator já protagonizou várias séries pornográficas, como Rocco: animal trainer, Rocco's initiations e Rocco's true anal stories.
Em 2001 foi para os Estados Unidos, e um ano depois recebeu o Prêmio XRCO de Melhor Ator Revelação. Em 2003, iniciou sua carreira como diretor, um gosto que foi adquirindo com a atuação.
Em 9 de janeiro de 2010, ele se tornou o segundo ator a ganhar o Prêmio AVN de Artista Masculino do Ano três vezes, em 2012 se tornou o primeiro e único a ganhá-lo quatro vezes e em 2014 ampliou seu recorde ganhando seu quinto prêmio.
Atualmente, Manuel continua ativo na indústria de filmes adultos, mas com foco crescente em novos projetos e direções criativas. 
"Agora eu escolho a dedo as pessoas com quem trabalho, as pessoas para quem trabalho."

## Vida pessoal
Foi casado com a atriz pornô Dana Vespoli de 2005 a 2012. O casal tem 3 filhos. Namora desde 2012 com a atriz pornô Kayden Kross e o casal tem uma filha, que nasceu em 23 de janeiro de 2014.

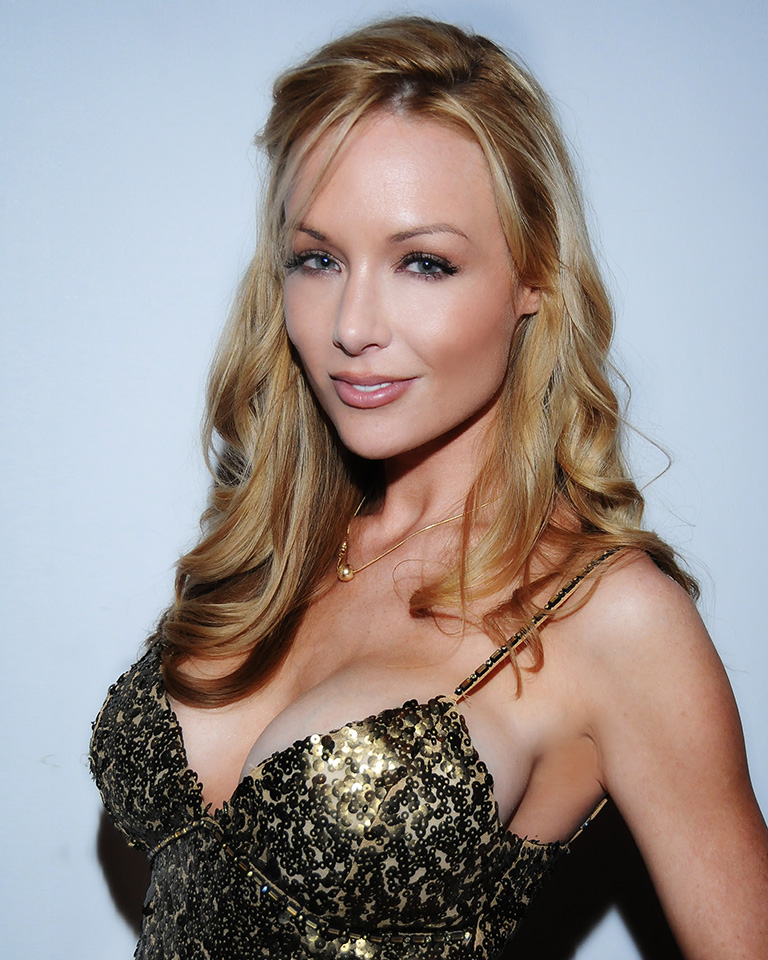
Kayden Kross, esposa de Manuel

A relação de Manuel e Kayden é frequentemente descrita como sólida e fundamentada em valores familiares, uma característica que recebe elogios dos fãs. Ferrara também é conhecido por seu interesse por videogames e realiza transmissões ao vivo em plataformas de streaming, onde compartilha esse hobby com seus seguidores.

## Empreendedorismo
Ao longo da carreira, transformou sua imagem em um produto de empreendedorismo, inclusive com a criação de produtos licenciados, como réplicas realísticas.

## Premios

### XRCO
- 2002 - Melhor Ator Revelação.[4]
- 2003 - Melhor Trio por Mason's dirty tricks (com Julie Night e Steve Holmes).[4]
- 2003 - Melhor Casal em Cena por Babes in Pornland 14: Bubble Butt Babes (com Jewel De'Nyle).[4]
- 2011 - Introduzido ao Hall da Fama da XRCO[5]

### AVN
- 2004 - Melhor Ator Estrageiro do Ano.[6]
- 2004 - Melhor Cena de Sexo em Grupo por Back 2 evil (com Ashley Long, Julie Night e Nacho Vidal).[6]
- 2005 - Melhor Ator do Ano.[7]
- 2005 - Melhor Casal em Cena por Stuntgirl (com Angelica Costello).[7]
- 2006 - Melhor Ator do Ano.[8]
- 2006 - Melhor Casal em Cena de Sexo Anal por Cumshitters (com Katsumi).[8]
- 2007 - Melhor Casal em Cena por Emperor (com Janine Lindemulder).[9]
- 2007 - Melhor Casal em Cena por Slave Dolls 2 (com Tiffany Mynx).[9]
- 2007 - Melhor Ator Coadjuvante por She bangs.[9]
- 2007 - Melhor Trio por Fuck Slaves (com Sandra Romain e Sasha Grey).[9]
- 2008 - Melhor Casal em Cena por Evil Anal 2 (com Jenna Haze).[10]
- 2009 - Melhor Casal em Cena de Sexo Anal por Big wet asses 13 (com Sunny Lane).[11]
- 2010 - Melhor Ator do Ano[12]
- 2011 - Melhor Cena de Sexo Anal por Asa Akira Is Insatiable (com Asa Akira)[13]
- 2011 - Melhor Cena de Sexo por Kristina Rose Is Slutwoman (com Kristina Rose)[13]
- 2012 - Melhor Ator do Ano[14]
- 2013 - Melhor Cena de Sexo Anal por Oil Overload 7 (com Brooklyn Lee)
- 2014 - Melhor Ator do Ano

### Hot d'Or
- 2009 - Melhor Ator Francês[15]